# Comoara din Sierra Madre (roman)
Comoara din Sierra Madre (în germană Der Schatz der Sierra Madre) este un roman de aventuri din 1927 al scriitorului german B. Traven, autor a cărui identitate rămâne necunoscută, probabil Otto Feige. În carte, doi bărbați americani săraci din Mexicul anilor 1920 se alătură unui prospector american mai în vârstă în căutarea aurului. John Huston a adaptat cartea ca un film din 1948 cu același nume (în engleză The Treasure of the Sierra Madre), cu actorii Humphrey Bogart, Tim Holt și Walter Huston (tatăl regizorului) în rolurile principale.

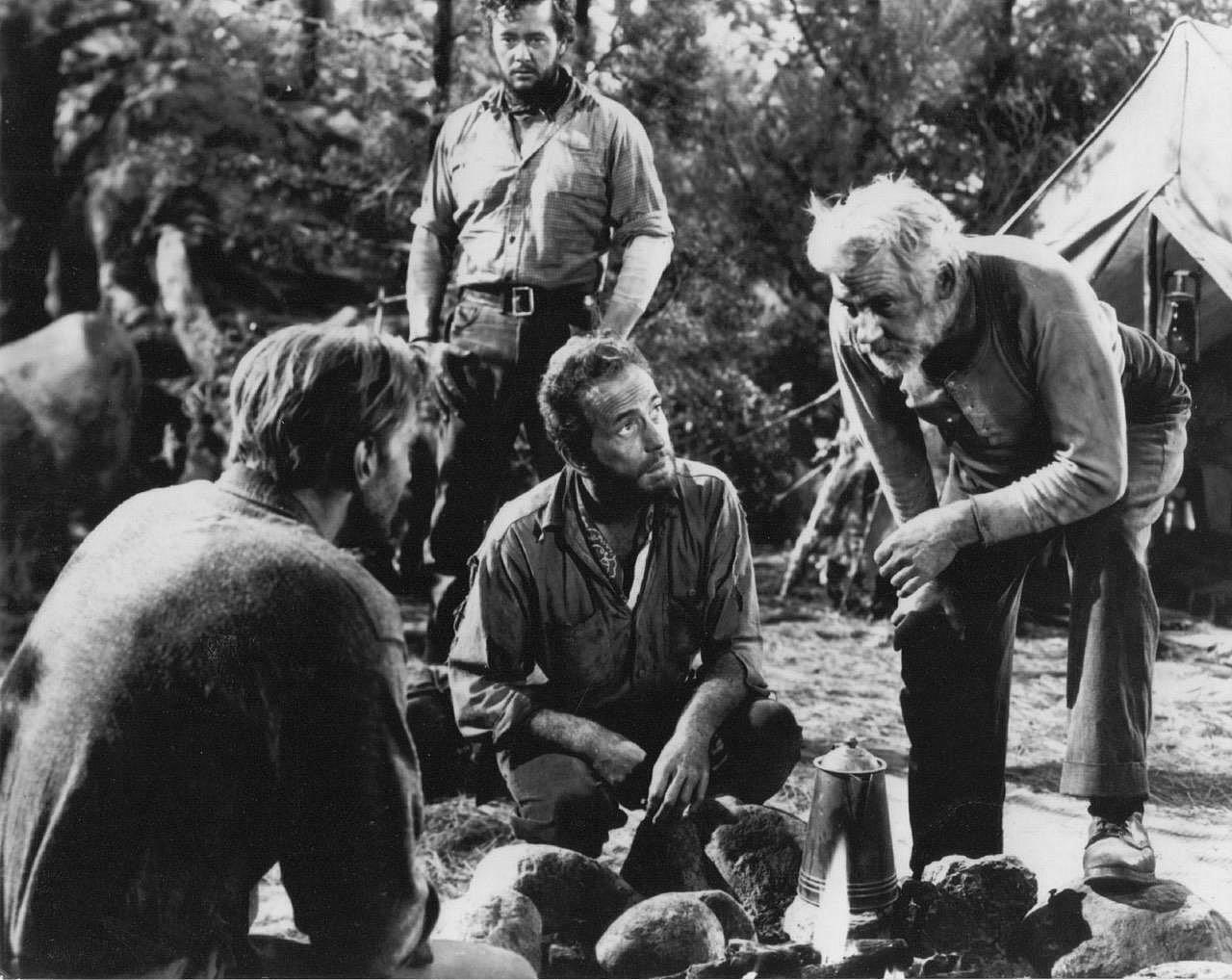
Imagine din ecranizarea din 1948

## Traduceri
Sursa: targulcartii.ro 
- Comoara din Sierra Madre, Editura Meridiane, colecția Delfin, 1973; 1976. Traducător Corneliu Golopentia
- Comoara din Sierra Madre, Editura Universul Familiei, 1992. Traducător Corneliu Golopentia
- Comoara din Sierra Madre, Editura AMB & Convorbiri. ISBN 973-47-0042-1. Traducător Corneliu Golopentia